# Hội chứng Phelan–McDermid
Hội chứng Phelan–McDermid (PMS) hoặc Hội chứng mất đoạn 22q13 là một bệnh di truyền gây ra bởi việc mất hoặc sắp xếp lại ở đầu cuối q (cánh tay dài) của nhiễm sắc thể số 22. Bất kỳ biến thể di truyền bất thường trong khu vực q13 có biểu hiện đáng kể (kiểu hình) điển hình của việc mất thiết bị đầu cuối có thể được chẩn đoán là hội chứng mất đoạn 22q13. Có sự bất đồng giữa các nhà nghiên cứu về định nghĩa chính xác của hội chứng mất đoạn 22q13. Hiệp hội Synrobathies phát triển định nghĩa PMS là do SHANK3 đột biến, một định nghĩa xuất hiện để loại trừ mất thiết bị đầu cuối. Yêu cầu bao gồm SHANK3 trong định nghĩa được nhiều người ủng hộ nhưng không phải bởi những người lần đầu tiên mô tả hội chứng mất đoạn 22q13.

## Dịch tễ học
Tỷ lệ lưu hành thực sự của PMS chưa được xác định. Hơn 1.200 người đã được xác định trên toàn thế giới theo Tổ chức Hội chứng Phelan–McDermid. Tuy nhiên, nó được cho là không được chẩn đoán do xét nghiệm di truyền không đầy đủ và thiếu các đặc điểm lâm sàng cụ thể.  Nó được biết là xảy ra với tần suất bằng nhau ở nam và nữ.  Các nghiên cứu sử dụng microarray nhiễm sắc thể để chẩn đoán chỉ ra rằng ít nhất 0,5% trường hợp ASD có thể được giải thích bằng đột biến hoặc mất trong gen SHANK3. Ngoài ra, khi ASD được liên kết với ID, các đột biến hoặc mất SHANK3 đã được tìm thấy ở tối đa 2% cá nhân.